# Hildebrandism
Hildebrandism är den uppfattning av förhållandet mellan kyrka och stat och påvedömets ställning till båda, som fick sitt klaraste uttryck och mest energiska omsättande i handling genom munken Hildebrand, den blivande påven Gregorius VII, under 1070- och 80-talen.